# Shopify
Shopify Inc.（ショッピファイ）は、カナダのオタワに拠点を置く多国籍eコマース企業で、オンラインストアやPOSシステムを対象とするeコマースプラットフォーム運営する。
2020年現在、世界175か国以上で100万以上の店舗が利用する。時価総額は2021年4月でカナダ最大、2023年10月でカナダで7番目に大きい。

## 概要
オンラインストアを展開する個人や小規模の小売業者に、支払い、マーケティング、出荷、カスタマーエンゲージメントのツール群を提供する。
2004年にトビアス・リュトケ、Daniel Weinand、Scott Lakeらが設立した。

## Shopifyパートナープログラム
「Shopify Expert」と「Shopify Plus Partners」 のパートナープログラムがあり、認定パートナー企業を経由して新しいストアを構築したり他ECプラットフォームへ移行する際に支援が得られる。
2020年4月29日で日本のExpertsは80社、Plus PartnersはCREAM株式会社、トランスコスモス株式会社、株式会社トランスコスモス技術研究所、株式会社フラクタ、フラッグシップ合同会社。

## 特徴
カスタマーエクスペリエンスにすぐれたECサイトを構築するため、機能追加や多言語に対応するHeadless commerce で設計されたアーキテクチャで、ページ作成や編集にコード記述は不要である。機能の追加や変更は、有料や無料で提供するアプリを用いる。

## Shopifyアプリ
eコーマースは多くの機能が要求されるが、Shopifyは専用アプリを用いて機能編集が容易である。Shopifyアプリストアは2025年7月時点で有料と無料のアプリが8,000以上を提供し、ディスカウントやセールなどを期間限定で催す。